# Tierra Santa
För andra betydelser, se Tierra Santa (olika betydelser).
Tierra Santa (Heliga Landet på svenska) är ett spanskt heavy metal/power metal-band från La Rioja som grundades 1992 under namnet Privacy. 1997 bandet bytte bandet namn till det Tierra Santa.
Tierra Santa är idag tillsammans med bland annat Baron Rojo, Mägo de Oz, Avalanch, Saratoga, Sôber, WarCry, Hamlet, och Héroes del Silencio, en av de populäraste musikgrupperna inom rock eller heavy metal på spanska. Bandet har släppt nio studioalbum som har sålts i stor del av världen. År 2008 gjorde bandet odefinierat uppehåll, men skulle återuppta aktiviteten igen år 2010. 
Musikaliskt spelar Tierra Santa en blandning mellan traditionell heavy metal och europeisk power metal med vissa inslag av hårdrock. Deras texter (alla skrivna på spanska) tar oftast upp myter, legender, historiska händelser samt bibliska texter.

## Medlemmar
Nuvarande medlemmar
- Ángel San Juan – sång, sologitarr (1997–2008, 2010– )
- Roberto Gonzalo – basgitarr, bakgrundssång (1997–2008, 2010– )
- Francisco Gonzalo Castillo – trummor (2020– )
- Juanan Antonio San Martín – keyboard (2010– )
- Dan Díez – gitarr (2017– )

Tidigare medlemmar
- Iñaki Fernández – trummor (1997–2006)
- Arturo Morras – gitarr, bakgrundssång (1997–2008, 2010–2014)
- Tomy – keyboard (1997–1998)
- Dani – keyboard (1998)
- Óscar – keyboard (1998–2000)
- Paco – keyboard (2000–2002)
- Mikel G. Otamendi – keyboard (2003–2008)
- Eduardo Zamora – sologitarr (2014–2017)
- David Karrika – trummor (2006–2008, 2010–2020)

## Diskografi
Studioalbum
- Medieval (1997)
- Legendario (1999)
- Tierras de leyenda (2000)
- Sangre de reyes (2001)
- Indomable (2003)
- Apocalipsis (2004)
- Mejor morir en pie (2006)
- Caminos de fuego (2010)
- Mi nombre será leyenda (2013)
- Esencia (2014)
- Quinto Elemento (2017)
- Destino (2022)
- Un Viaje Épico (2024)

Livealbum
- Las mil y una noches (2004)
- Gillman Fest (2018)

Singlar
- "Cuando la tierra toca el cielo" (2001)
- "Heroe" (2013)
- "El canto de las sirenas" (2014)
- "La canción del pirata" (2014)

Samlingsalbum
- Grandes éxitos 1997 - 2007 (2007)
- Medieval & Legendario (2012)
- La canción del pirata (2012)

Video
- Cuando la tierra toca el cielo (2001)
- Las mil y una noches (2004)
- Rumbo a las estrellas (2005)